# Chullu
Chullu (łac. Diocesis Chullitanus) – stolica historycznej diecezji w Cesarstwie rzymskim w prowincji Numidia zlikwidowana w VII w. podczas ekspansji islamskiej. Starożytne miasto, kolonia fenicka. Współcześnie w północnej Algierii. Obecnie katolickie biskupstwo tytularne. 

## Biskupi tytularni
| Lp. | Biskup                   | Funkcja                                              | Od                   | Do                |
| --- | ------------------------ | ---------------------------------------------------- | -------------------- | ----------------- |
| 1   | Marc Lacroix             | emerytowany biskup Churchill-Zatoka Hudsona (Kanada) | 25 października 1968 | 24 listopada 1970 |
| 2   | Joseph Ukpo              | biskup pomocniczy Ogoja (Nigeria)                    | 24 kwietnia 1971     | 1 marca 1973      |
| 3   | Franco Mulakkal          | biskup pomocniczy Delhi (Indie)                      | 17 stycznia 2009     | 13 czerwca 2013   |
| 4   | Varghese Thottamkara     | wikariusz apostolski Nekemte (Etiopia)               | 28 czerwca 2013      | 10 maja 2023      |
| 5   | Hilário da Cruz Massinga | biskup pomocniczy Inhambane (Mozambik)               | 11 sierpnia 2023     |                   |